# Traffic (트래픽의 음반)
| 평가 점수                     | 평가 점수  |
| 출처                          | 점수       |
| ----------------------------- | ---------- |
| AllMusic                      | [ 2 ]      |
| Rolling Stone                 | (positive) |
| Encyclopedia of Popular Music | [ 4 ]      |

《Traffic》은 1968년 영국의 아일랜드 레코드에서 ILPS 9081T (스트레오)로, 미국의 유나이티드 아티스츠에서 UAS 6676 (스트레오)으로 발매된 영국의 록 밴드 트래픽의 두 번째 스튜디오 음반이다. 이 음반은 영국 음반 차트에서 9위로, 빌보드 200 차트에서 17위로 정점을 찍었다. 이 음반은 그들이 처음 해체되기 전에 이 그룹이 녹음한 마지막 음반이었다.

## 배경
1968년 1월, 데이브 메이슨은 그들의 데뷔 음반 《Mr. Fantasy》로 영국에서 약간의 초기 성공을 거둔 후, 그 그룹을 떠났다. 그는 미래의 트래픽 베이시스트인 릭 그레치가 포함된 그룹 패밀리의 데뷔 음반을 프로듀싱했고, 트래픽은 길을 떠났다. 5월, 그 밴드는 메이슨이 새 음반 녹음을 시작하도록 다시 초대했다.
이 음반은 블루스에서 포크, 재즈에 이르기까지 좀 더 절충적인 영향력을 보여주는 트래픽의 데뷔의 사이키델리아에서 다소 벗어난 것이었다. 메이슨은 결국 음반에 수록된 곡의 절반을 작사하고 노래했지만(그의 가장 큰 히트곡인 〈Feelin' Alright?〉 포함) 짐 카팔디와 스티브 윈우드가 작곡한 곡에는 거의 기여하지 못했다. 팝 멜로디에 대한 그의 재능은 항상 다른 사람들의 재즈 야망과 상충되었고, 이는 이 음반의 곡들에서 볼 수 있는 이분법에 의해 입증되었으며, 10월까지 그는 다시 밴드에서 탈퇴했다. 그는 1971년 투어와 음반을 위해 한 번 더 복귀하여 밴드의 계약을 이행했다.

## 곡 목록
| #  | 제목                                  | 작사·작곡                   | 재생 시간 |
| -- | ------------------------------------- | --------------------------- | --------- |
| 1. | 〈You Can All Join In〉               | 데이브 메이슨               | 3:34      |
| 2. | 〈Pearly Queen〉                      | 짐 카팔디, 스티브 윈우드    | 4:20      |
| 3. | 〈Don't Be Sad〉                      | 메이슨                      | 3:24      |
| 4. | 〈Who Knows What Tomorrow May Bring〉 | 카팔디, 윈우드, 크리스 우드 | 3:11      |
| 5. | 〈Feelin' Alright?〉                  | 메이슨                      | 4:16      |

| #   | 제목                                               | 작사·작곡      | 재생 시간 |
| --- | -------------------------------------------------- | -------------- | --------- |
| 6.  | 〈Vagabond Virgin〉                                | 메이슨, 카팔디 | 5:21      |
| 7.  | 〈Roamin' Thru' the Gloamin' with 40,000 Headmen〉 | 카팔디, 윈우드 | 3:15      |
| 8.  | 〈Cryin' to Be Heard〉                             | 메이슨         | 5:14      |
| 9.  | 〈No Time to Live〉                                | 카팔디, 윈우드 | 5:10      |
| 10. | 〈Means to an End〉                                | 카팔디, 윈우드 | 2:39      |